# Милорд
Милорд (англ. Milord, фр. Milord — милор) — исторический термин, обращение, которое во Франции XVII—XIX веков использовалось по отношению к зажиточным путешественникам-британцам (в первую очередь, но не только, к аристократам).

## История термина

### Во Франции
Термин представляет собой французскую переделку собственно английского обращения «my lord», которое, в зависимости от контекста, может означать «мой лорд» (в собственном смысле), «мой господин» (в широком смысле) и «мой господь», «господи» (во время молитвы, по отношению к богу). В своей нынешней форме французский термин милорд был впервые зафиксирован на письме в 1610 году, однако более ранние варианты (например, «millourt») встречались и ранее (с 1430 года).
Наиболее широко термин «милорд» был распространён в XVIII и XIX веках, когда среди британского дворянства и зажиточных негоциантов стало общепринятым правилом отправлять своих молодых сыновей в образовательное путешествие «на континент» (так в Британии иногда именуют континентальную Европу), в так называемый гран-тур. Наиболее стандартным выбором стран для посещения были Франция (в первую очередь, Париж) и Италия (Флоренция, Рим, Неаполь и Помпеи). В эти годы обращение «милорд» широко распространилось по Франции и проникло в Италию в похожей форме («milordo»).
В 1959 году популяризации термина во Франции способствовал выход одноименной песни Эдит Пиаф.

### В России
В русском языке термин «милорд» получил широкое распространение в XVIII веке, будучи заимствованным из Франции. Этому способствовало появление лубочного (народного) романа Матвея Комарова «Милорд Георг» (полное название: «Повесть о приключении аглинского милорда Георга и о бранденбургской маркграфине Фридерике Луизе»). Это произведение, которое многие образованные современники считали весьма поверхностным по своему содержанию, пользовалось широкой популярность в народной среде вплоть до революции 1917 года и распространялось на ярмарках вместе с лубочными картинками (карикатурами; а также портретами полководцев русской и союзных армий и проч.). Именно его гневно упоминает поэт Некрасов, который надеется, что настанет время:
   Когда мужик не Блюхера

   И не милорда глупого,

   Белинского и Гоголя

   С базара понесёт. 
Того же мнения о литературных качествах «Милорда» придерживался и сам Белинский. С другой стороны, Лев Толстой назвал Матвея Комарова «самым знаменитым русским писателем», имея в виду широчайшее распространение его сочинений в народной среде.
«Милордом» современники именовали генерал-фельдмаршала Воронцова который был известен своей любовью ко всем английскому. Воронцов был адресатом эпиграммы А. С. Пушкина «Полу-милорд, полу-купец…», которой поэт высмеивал, в частности, англоманию Воронцова.
Слово «Милорд» также считалось популярной кличкой для собак и лошадей. Так, Милордом звали чёрного сеттера императора Александра II.
В XX веке слово «милорд» продолжало активно использоваться в переводах иноязычной литературы и кинофильмах. Так, в советской музыкальной экранизации «Трёх мушкетёров» Анна Австрийская исполняет песню «За мною, милорд!», обращённую к герцогу Бекингему. В классическом русском переводе романа Р. Л. Стивенсона «Чёрная стрела» одним из героев является «милорд Фоксгэм» (в оригинале — просто лорд), и т. д.

### В Великобритании
Вопреки распространённому заблуждению, термин «милорд» никогда не использовался в качестве нормативного обращения в самой Англии, и, более того, в современной Великобритании обычно используется в юмористическом контексте. Тем не менее, для иностранцев может не быть очевидной фонетическая и содержательная разница между обращениями «Milord» и «my lord», тем более что последнее может произноситься различными способами.